# Henri Anger
Pour les articles homonymes, voir Kerdaniel.
Henri Anger est un journaliste et écrivain français né à Escoublac (Loire-Inférieure) le 8 juin 1907 et mort à Morlaix le 21 juillet 1989. Entré au Télégramme de Brest et de l'Ouest en 1944, il en devient le rédacteur en chef en 1965. Il signait ses éditoriaux sous le pseudonyme de Kerdaniel. 

## Biographie
Après avoir suivi des études au lycée de Nantes, il devient journaliste à l'âge de 16 ans, au Populaire de Nantes.

## Œuvres
- Chatte allaitant un ourson, Grasset, 1979
- L'An Quarante, Grasset, 1980
- Une Petite fille en colère, Gallimard, 1982 - Prix Roland de Jouvenel de l’Académie française 1983
- La Mille-et-Unième Rue, Julliard, 1987 - Prix des Deux Magots 1988
- Monte-Carlo blues, Julliard, 1989.